# فورشت (هونسروک)
فورشت (به آلمانی: Forst) یک شهر در آلمان است که در کوخم-تسل واقع شده‌است. فورشت ۵۵ نفر جمعیت دارد.